# لارا هوفمان
لارا هوفمان (بالألمانية: Lara Hoffmann)‏ هي منافسة ألعاب القوى ألمانية، ولدت في 25 مارس 1991 في زيغن في ألمانيا.

## وصلات خارجية
- لارا هوفمان على موقع الاتحاد الدولي لألعاب القوى (الإنجليزية)
- لارا هوفمان على موقع الاتحاد الألماني لألعاب القوى (الألمانية)
- لارا هوفمان على موقع أوليمبيديا (الإنجليزية)
- لارا هوفمان على موقع اللجنة الأولمبية الألمانية (الألمانية)